# Apatura iriella
Apatura iriella är en fjärilsart som beskrevs av Lambert-Joseph-Louis Lambillion och Cabeau 1910. Apatura iriella ingår i släktet Apatura och familjen praktfjärilar. Inga underarter finns listade i Catalogue of Life.